# The Witcher 2: Assassins of Kings
The Witcher 2: Assassins of Kings (пољ. Wiedźmin 2: Zabójcy królów, срп. Вештац 2: Убице краљева) је акциони РПГ, хак и слеш видео игра коју је развио CD Projekt RED, за Windows, X360, Линукс и . Игра је међународно објављена за Microsoft Windows 17. маја 2011. и за Xbox 360 17. априла 2012.
То је наставак видео игре The Witcher из 2007. Као и његов претходник, игра се заснива на серијалу о Вешцу, романа епске фантастике пољског аутора Анджеја Сапковског. Играч усмерава акције Гералта од Ривије, побољшан човек, кога зову Вештац, који лови чудовишта. Фантастични свет у коме се његове авантуре одвијају се заснива на пољској историји и словенској митологији.
Игра је била критички и комерцијално успешна, продата је у више од 1,7 милиона примерака за ПР и Xbox 360 до маја 2012. Трећа игра у серијалу, The Witcher 3: Wild Hunt, објављена је 19. маја 2015.